# Gunde Svan
Anders Gunde Svan (* 12. ledna 1962 Dala-Järna) je bývalý švédský reprezentant v běhu na lyžích. Byl jedním z prvních závodníků, kteří v osmdesátých letech zvládli bruslařskou techniku.
Na olympiádě 1984 v Sarajevu vyhrál závod na 15 km a štafetu, byl druhý na 50 km a třetí na 30 km. Na olympiádě 1988 v Calgary vyhrál závod na 50 km a byl členem vítězné štafety. Sedmkrát se stal mistrem světa: v roce 1985 na 30 km a 50 km, v roce 1987 ve štafetě, v roce 1989 na 15 km, 50 km a ve štafetě a v roce 1991 na 30 km. Během kariéry vyhrál 372 závodů, z toho třicet v rámci Světového poháru, pětkrát vyhrál celkovou klasifikaci SP (1983/84, 1984/85, 1985/86, 1987/88, 1988/89), byl šestnáctinásobným mistrem Švédska. V roce 1984 byl zvolen švédským sportovcem roku, o rok později získal prestižní ocenění Holmenkollmedaljen.
Po ukončení lyžařské kariéry se stal automobilovým závodníkem, v celkovém pořadí mistrovství Evropy v rallycrossu byl v roce 1994 pátý a v roce 1995 třetí. Účinkoval také ve filmech a televizních pořadech, byl trenérem a funkcionářem Mezinárodní lyžařské federace.
Jeho dcera Julia Svanová je také lyžařkou, na Mistrovství světa juniorů v klasickém lyžování 2013 byla členkou vítězné švédské štafety.